# Pertti Purhonen
Pertti Purhonen (ur. 14 lutego 1942 w Helsinkach, zm. 5 lutego 2011 w Porvoo) – fiński bokser kategorii półśredniej, brązowy medalista letnich igrzysk olimpijskich w Tokio. W 1969 roku stoczył 2 zawodowe walki odnosząc 2 zwycięstwa.